# Скопски конгрес на ВМОРО (1905)
Кнежевският конгрес е конгрес на Скопския революционен окръг на Вътрешната македоно-одринска революционна организация, който се провежда от 2 до 7 януари 1905 година в Осоговската планина над село Кнежево, Кратовско.

## Предистория
Конгресът е проведен като част от серията окръжни конгреси, предшестващи общия конгрес, предвиден за заздравяване на организацията след Илинденско-Преображенското въстание и за изготвяне на мерки срещу появилите се сръбска и гръцка пропаганда в Македония. Злетовското село Кнежево е избрано поради планинския терен и близостта до границата с Княжество България, която би позволила леснно оттегляне при евентуално разкриване на конгреса от страна на османските власти.

## Делегати
На конгреса делегати са 20 нелегални и легални дейци, а за охрана на конгреса се грижат близо 250 четници. Делегати по право са околийските воводи – скопският Ефрем Чучков, щипският – Мише Развигоров, велешкият – Стефан Димитров, кочанският – Кръстьо Българията, кратовският – Атанас Бабата, паланечкият – Петър Ангелов, кумановските – Константин Нунков и Панайот Байчев.
Легалните дейци са обозначени в протоколите само с инициали, за да не бъдат идентифицирани при евентуално попадане на документите в османски ръце. Секретар на конгреса е Тодор Александров, наскоро излежал присъда в Куршумли хан, който в края на декември след опит за арест става нелегален заедно с учителя Стоян Мишев.

## Решения
Съставен е дневен ред в седем точки: дейността на организацията до конргреса и за в бъдеще, разглеждане на проектоуставите, правилниците за четите, директивата на Серския и Струмишкия революционни окръзи и „Основите на организацията“ от Христо Матов, избиране на задграничен представител, отношенията спрямо чуждите влияния и въоръжените пропаганди, и последно въпроси от икономически характер.
На конгреса се приемат принципите на Христо Матов за автономията, на вътрешността, на революционната борба, на политико-икономическа почва и на самостойността. Категорично се взема съгласие за активна борба със сръбската пропаганда в Македония и сърбоманите. Избрано е окръжно ръководно тяло, с председател Даме Груев, задграничен представител Иван Гарванов, посочва районните войводи и разрешава някой временни и вътрешни въпроси.
Избрани са нови районни войводи: Стефан Димитров във Велешко, Мише Развигоров в Щипско, поручик Спасов в Кратовско, Петър Ангелов в Паланечко, Панайот Байчев в Кумановско, а в Скопско и Кочанско се предвижда окръжното тяло да назначи войводи.
По въпросите с икономически характер е решено:
- да се осигури продаваната земя да се купува само от селяните, които я обработват;
- надниците на селскостопанските работници и годишните заплати на ратаите (момците), които работят по чифлиците да се увеличат;
- да се отворят повече и по-удобни училища в селата и да се въведе задължително основно образование с помощта на Организацията;
- да се опазват горите, да се възпитава населението в опазване на чистотата.[3]

През октомври 1905 година Хюсеин Хилми паша се сдобива с автентичен протокол от заседанията на Първия скопски окръжен конгрес.

## Галерия
- Мише Развигоров, Даме Груев, Ефрем Чучков, Атанас Бабата. (Снимката е от времето след конгреса)
- Четата на Мише Развигоров (третият на втория ред), Ефрем Чучков (четвъртият на втория ред) и Атанас Бабата (четвъртият на първия ред).
- Четата на Михаил Чаков, вторият отпред (от дясно наляво) е Кръстьо Лазаров.